# Série de championnat de la Ligue américaine de baseball 1970

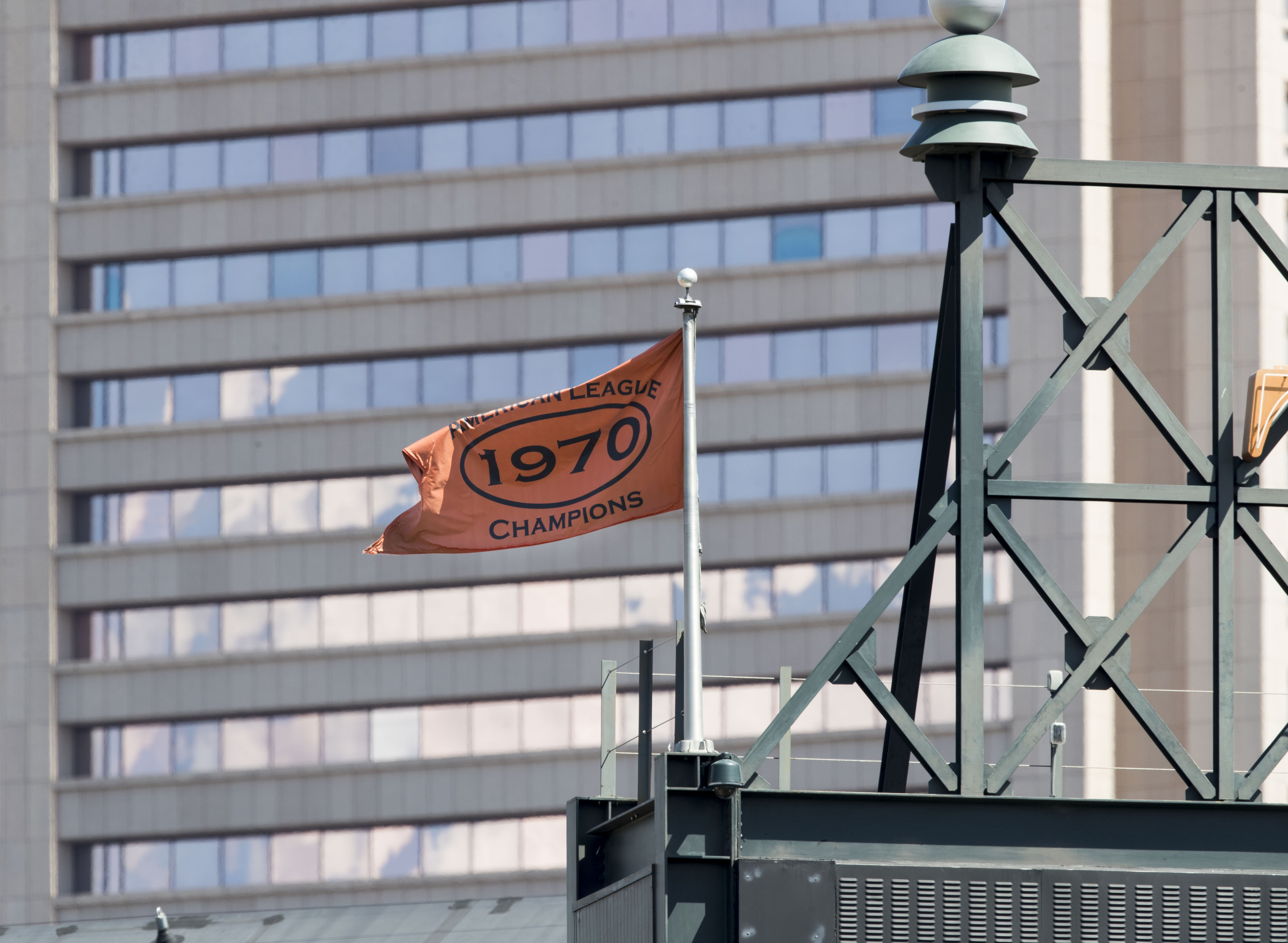
Le drapeau commémorant le titre de la Ligue américaine remporté par les Orioles de Baltimore en 1970 flotte à Camden Yards en 2017.

La Série de championnat de la Ligue américaine de baseball 1970 était la série finale de la Ligue américaine de baseball, dont l'issue a déterminé le représentant de cette ligue à la Série mondiale 1970, la grande finale des Ligues majeures.
Cette série trois de cinq débute le samedi 3 octobre 1970 et se termine le lundi 5 octobre. Il s'agit d'une revanche de la Série de championnat de l'automne précédent, et la série se termine une fois de plus par le triomphe des Orioles de Baltimore, qui alignent trois victoires consécutives sur les Twins du Minnesota.

## Équipes en présence
Les Orioles de Baltimore remportent en 1970 le deuxième de trois championnats de division consécutifs, alors qu'ils devancent par 15 parties les Yankees de New York dans la section Est de la Ligue américaine. Les Orioles connaissent la seconde de trois saisons de suite avec 100 victoires ou plus en saison régulière. Ils remportent en 1970 un total de 108 parties contre 54 défaites, soit seulement une victoire de moins que leur record de franchise établi l'année précédente. Ils s'amènent en séries éliminatoires avec l'intention de faire oublier leur échec de la Série mondiale 1969 alors que, favoris pour l'emporter, ils avaient été renversés par les étonnants Mets de New York, surnommés les Miracle Mets. Les Orioles affichent le meilleur dossier victoires-défaites pour une deuxième année d'affilée. Les Orioles alignent une fois de plus une dangereuse équipe qui inclut le joueur par excellence de la saison 1970, Boog Powell et, non pas deux comme en 1969, mais bien trois lanceurs partants vainqueurs de 20 parties ou plus : Mike Cuellar (24 victoires), Dave McNally (24) et Jim Palmer (20).
Les Twins du Minnesota gagnent le titre de la division Ouest pour la deuxième fois de suite. En améliorant leur fiche d'une victoire par rapport à 1969, ils bouclent l'année avec un dossier de 98-64 et neuf parties de priorité sur le club de seconde place, les Athletics d'Oakland. Jim Perry des Twins, co-meneur du baseball majeur avec 24 gains en saison régulière, remporte en 1970 le trophée Cy Young du meilleur lanceur.
Baltimore et Minnesota s'affrontent en Série de championnat pour la deuxième fois en deux ans. Cette fois, la série débute au domicile des Twins à Bloomington plutôt qu'à Baltimore. Le résultat sera le même : triomphe des Orioles grâce à trois victoires de suite. Mais cette fois, l'équipe terminera sa saison en remportant les grands honneurs et en gagnant la Série mondiale 1970 sur les Reds de Cincinnati.

## Déroulement de la série

### Calendrier des rencontres
| Match | Date      | Visiteur             | Hôte                 | Score  |
| ----- | --------- | -------------------- | -------------------- | ------ |
| 1     | 3 octobre | Orioles de Baltimore | Twins du Minnesota   | 10 - 6 |
| 2     | 4 octobre | Orioles de Baltimore | Twins du Minnesota   | 11 - 3 |
| 3     | 5 octobre | Twins du Minnesota   | Orioles de Baltimore | 1 - 6  |

### Match 1
Samedi 3 octobre 1970 au Metropolitan Stadium, Bloomington, Minnesota.
| Orioles de Baltimore | 0 | 2 | 0 | 7 | 0 | 1 | 0 | 0 | 0 | 10 | 13 | 0 |
| Twins du Minnesota | 1 | 1 | 0 | 1 | 3 | 0 | 0 | 0 | 0 | 6  | 11 | 2 |
| Lanceurs partants : BAL : Mike Cuellar MIN : Jim Perry Vic. : Dick Hall (1-0) Déf. : Jim Perry (0-1) HRs : BAL : Boog Powell (1), Don Buford (1), Mike Cuellar (1) MIN : Harmon Killebrew (1) |   |   |   |   |   |   |   |   |   |    |    |   |

### Match 2
Dimanche 4 octobre 1970 au Metropolitan Stadium, Bloomington, Minnesota.
| Orioles de Baltimore | 1 | 0 | 2 | 1 | 0 | 0 | 0 | 0 | 7 | 11 | 13 | 0 |
| Twins du Minnesota | 0 | 0 | 0 | 3 | 0 | 0 | 0 | 0 | 0 | 3  | 6  | 2 |
| Lanceurs partants : BAL : Dave McNally MIN : Tom Hall Vic. : Dave McNally (1-0) Déf. : Tom Hall (0-1) HRs : BAL : Frank Robinson (1), Davey Johnson (1), MIN : Tony Oliva (1), Harmon Killebrew (2) |   |   |   |   |   |   |   |   |   |    |    |   |

### Match 3
Lundi 5 octobre 1970 au Memorial Stadium, Baltimore, Maryland.
| Twins du Minnesota | 0 | 0 | 0 | 0 | 1 | 0 | 0 | 0 | 0 | 1 | 7  | 2 |
| Orioles de Baltimore | 1 | 1 | 3 | 0 | 0 | 0 | 1 | 0 | X | 6 | 10 | 0 |
| Lanceurs partants : MIN : Jim Kaat BAL : Jim Palmer Vic. : Jim Palmer (1-0) Déf. : Jim Kaat (0-1) HRs: BAL : Davey Johnson (2) |   |   |   |   |   |   |   |   |   |   |    |   |